# 張子君
張子君（英語：Cheung Tsz Kwan，1992年6月4日—），香港傳媒人，前《商業電台》時事評論節目主持人，2023年4月移居英國。

## 簡歷
張子君在香港出生長大，移居英國前一直居於屯門，小學就讀鄭任安夫人千禧小學，中學就讀保良局董玉娣中學。她當初志願當一名記者，中學畢業後希望入讀新聞系但未能如願，2011年入讀香港中文大學逸夫書院社會學系。
2014年大學本科畢業後，她見到商台招聘時事節目助理但未有要求新聞系畢業，於是嘗試求職並獲聘。同年6月9日，張子君入職商台展開她的首份工作，在雷霆881（商業一台）的時事節目《在晴朗的一天出發》（英語：On a Clear Day）擔任節目助理。
2019年年初，因為《在晴朗的一天出發》節目的其中一位主持人麥詠宜退休，節目改組分拆為兩段。早上6時半至8時的時段改名為《晴朗早晨全餐》（英語：Clear Day Breakfast），由年輕主持分享新聞資訊並評論時事。早上8時至10時則播出重整的《在晴朗的一天出發》時政節目，集中對城中內外熱話評論與訪談。《晴朗早晨全餐》由張子君、李兆綸、楊樂笙、黃偉康、王詠瑤等主持（每集由兩位輪流主持），在2019年7月1日開播。
2019年社運期間，張子君曾在節目評論香港警察向無人的街道發射催淚彈，質疑此舉違反國際社會使用「控制人群裝備」的慣例，有人就此向通訊事務管理局辦公室投訴，最後因為聯合國實際上並無明文註明而被裁定「Minor Breach（輕微違規）」成立。
2023年4月6日，張子君在YouTube直播，指自己捱不住了，終於要離開。4月15日，張子君在Facebook發表千字文，宣布已經正式離職商台，並將會離開香港、移居英國。她表示在2019年之後數年，社會上發生了有很多不合情理的事情，以往她因評論時事而被聽眾投訴含沙射影，甚至罵她是「女版陶傑」，她因將來不能夠在電台節目中評論時事而感到沮喪。同年4月27日，張子君隨家人移居英國。

## 現主持節目
- 「子君channel」YouTube頻道  （页面存档备份，存于）

## 曾主持節目
- 雷霆881《晴朗早晨全餐》：主持（2019年7月1日 至 2023年4月14日）
- 雷霆881《十八樓C座》：聲演周記茶餐廳熟客、任職空中小姐的「任意菲」。（2019年 至 2023年4月10日）
- 雷霆881《在晴朗的一天出發》：客串主持
- 雷霆881《鬧市開羅》：主持（2020年）

## 個人生活
張子君未婚，2023年與家人從香港移居英國後，最初居住於雷丁邊陲城鎮布拉克內爾森林的一棟半獨立屋。

## 軼事

### 生於六月四日
由於張子君生於6月4日，她表示在11歲時便知道「六四」所代表的意義後，「六四」就儼然成為了自己的責任。2014年6月4日，剛滿22歲的張子君第一次接受傳媒訪問，是《蘋果日報》一個關於「六四」的報導，標題是「少女慶生蠟燭化做哀悼燭光、生於六月四日、永記國殤」。

### 深入戰爭中的烏克蘭首都基輔
2023年8月，正直俄羅斯入侵烏克蘭而引發戰爭期間，張子君單人匹馬由英國取道波蘭，深入烏克蘭的首都基輔進行採訪。

## 外部參考
- 「子君channel」YouTube頻道  （页面存档备份，存于）
- 張子君面書專頁
- 張子君IG專頁